# اینوتروپ
اینوتروپ  یا اینوتروپیک عاملی است که انرژی کشش‌های ماهیچه‌ای را تغییر می‌دهد. عوامل منفی اینوتروپیک نیروی کشش‌های ماهیچه‌ای را تضعیف می‌کنند. عوامل مثبت اینوتروپیک قدرت انقباض ماهیچه‌ای را افزایش می‌دهند.
اصطلاح حالت اینوتروپیک بیشتر در مورد داروی تجویزی مختلفی استفاده می‌گردد که بر قدرت انقباض عضله قلب تأثیر می‌گذارد. با این حال، می‌تواند به شرایط آسیب‌شناسی نیز اشاره کند. به عنوان مثال، بزرگ شدن عضله قلب می‌تواند حالت اینوتروپیک را افزایش دهد، در حالی که ماهیچه مرده قلب می‌تواند آن را کاهش دهد.

## مصارف پزشکی
اینوتروپ‌های مثبت و منفی هر دو در مدیریت شرایط مختلف قلبی عروقی استفاده می‌شوند. انتخاب عامل تا حد زیادی به اثرات دارویی خاص عوامل فردی با توجه به شرایط بستگی دارد. یکی از مهم‌ترین عوامل مؤثر بر وضعیت اینوتروپیک، سطح کلسیم در سیتوپلاسم سلول ماهیچه‌ای است. اینوتروپ‌های مثبت معمولاً این سطح را افزایش می‌دهند در حالی که اینوتروپ‌های منفی آن را کاهش می‌دهند. با این حال، همه داروهای مثبت و منفی بر ترشح کلسیم تأثیر نمی‌گذارند، و در میان داروهایی که تأثیر دارند، مکانیسم دستکاری سطح کلسیم می‌تواند از دارویی به دارو دیگر متفاوت باشد.
در حالی که اغلب توصیه می‌گردد که وازوپرسورها از طریق یک کاتتر سیاهرگ مرکزی به دلیل خطر آسیب بافتی موضعی در صورت ورود دارو به بافت‌های موضعی تجویز شوند، زمانی که کمتر از دو ساعت از طریق کاتتریزاسیون داخل وریدی محیطی خوب داده شوند، احتمالاً بی‌خطر هستند.

## عوامل اینوتروپیک مثبت
با افزایش غلظت کلسیم داخل سلولی یا افزایش حساسیت پروتئین‌های گیرنده به کلسیم، عوامل اینوتروپیک مثبت می‌توانند انقباض میوکارد را افزایش دهند. غلظت کلسیم داخل سلولی را می‌توان با افزایش هجوم به سلول یا تحریک رهاسازی از شبکه سارکوپلاسمی افزایش داد.
پس از ورود کلسیم به محیط سلول، کلسیم می‌تواند از یکی از دو کانال عبور کند: کانال کلسیم نوع L (بادوام) و کانال کلسیم نوع T (گذرا). این کانال‌ها به تغییرات ولتاژ در سراسر غشا واکنش متفاوتی نشان می‌دهند: کانال‌های نوع L به پتانسیل‌های غشایی بالاتر پاسخ می‌دهند، کندتر باز می‌شوند و نسبت به کانال‌های نوع T مدت بیشتری بازمی‌مانند. به دلیل این ویژگی‌ها، کانال‌های نوع L در حفظ پتانسیل عمل مهم هستند، در حالی که کانال‌های نوع T در راه اندازی آنها مهم هستند. با افزایش کلسیم درون محیط سلولی، از طریق عملکرد کانال‌های نوع L، پتانسیل عمل می‌تواند برای زمان بیشتری حفظ گردد و بنابراین، کشش افزایش می‌یابد.
اینوتروپ‌های مثبت برای حمایت از عملکرد قلب در شرایطی مانند نارسایی احتقانی قلب جبران نشده، شوک قلبی، شوک سپتیک، انفارکتوس میوکارد یا سکته قلبی، کاردیومیوپاتی (بیماری ماهیچه قلب) و غیره استفاده می‌گردد

## عوامل اینوتروپیک منفی
عوامل اینوتروپیک منفی انقباض میوکارد را کاهش می‌دهند و برای کاهش بار کاری قلب در شرایطی مانند آنژین صدری استفاده می‌شوند. در حالی که اینوتروپیسم منفی ممکن است نارسایی قلبی را در کوتاه مدت تسریع یا تشدید کند، برخی از بتا بلاکرها (مانند کارودیلول، بیسوپرولول و متوپرولول) اعتقاد بر این است که عوارض و مرگ و میر طولانی مدت در نارسایی احتقانی قلب را کاهش می‌دهند.
نمونه‌هایی از عوامل اینوتروپیک منفی عبارتند از:
- مسدود کننده‌های بتا[۱۱]
- مسدود کننده‌های کانال کلسیم غیر دی هیدروپیریدینی
  - دیلتیازم
  - وراپامیل

ضد آریتمی‌های کلاس IA مانند
- کینیدین
- پروکائین آمید
- دیسوپیرامید

## یادداشت
1. ↑  The word inotrope is ISV via Neo-Latin, from Greek in-, fibre or sinew, plus -trope, turning or moving. The prevalent pronunciations are ‎/ˈaɪnətroʊp, -noʊt-/‎[۱][۲] and ‎/ˈɪn-/‎,[۳][۴] with ‎/ˈiːn-/‎[۲][۵] being less common.